# Университет Люцерна
Университет Люцерна (нем. Universität Luzern, фр. Université de Lucerne, итал. Università di Lucerna) — государственный (немецкоязычный) университет, расположенный в Люцерне, и считающийся самым маленьким в Швейцарии.

## История
В 1574 году, по инициативе городского Совета в Люцерне было открыто высшее учебное заведение. В 1600 году произошло разделение на гимназию (высшую среднюю школу) и лицей (университетского уровня), где всесторонне изучалось богословие. 
В 1993 году в лицее Люцерна был основан второй факультет — гуманитарных наук. В 2001 году был открыт факультет права. После чего, согласно закону об университетском образовании 2000 года, было проведено расширение, и Люцернский лицей (университетский колледж) был реорганизован в университет с тремя факультетами

## Структура
В университете Люцерна присутствуют следующие факультеты и отделения:
- Факультет теологии, включая отделения:
  - Общественная этика;
  - Еврейско-христианские исследования;
  - Литургия;
  - Катехизис;
  - Теология;
- Гуманитарный факультет (открыт в 1993 году), включая отделения:
  - Философия;
  - История;
  - Социология;
  - Религия;
  - Культура и средства массовой информации;
  - Наука и культура;
- Юридический факультет (открыт в 2001 году), включая отделения:
  - Международное и европейское частное право;
  - Хозяйственное и коммерческое право.

## Особенности
Система обучения в университете Люцерна соответствует общеевропейскому стандарту (Болонская модель), и происходит в три этапа:
- После 6 семестра присуждается степень бакалавра;
- После последующих 3-4 семестров — степень магистра;
- При соответствующей квалификации студенты могут обучаться до докторантуры.